# Ajouir
Ajouir este o comună din departamentul Boutilimit, Regiunea Trarza, Mauritania, cu o populație de 4.413 locuitori.